# 常陸太田郵便局
常陸太田郵便局（ひたちおおたゆうびんきょく）は茨城県常陸太田市にある郵便局。民営化前の分類では集配普通郵便局であった。

## 概要
住所：〒313-8799 茨城県常陸太田市宮本町2352

## 沿革
- 1872年8月4日（明治5年7月1日） - 太田郵便取扱所として開設[1]。
- 1875年（明治8年）1月1日 - 太田郵便局（五等）となる。同年、為替取扱を開始。
- 1878年（明治11年） - 貯金取扱を開始。
- 1893年（明治26年）3月26日 - 太田郵便電信局となる。
- 1903年（明治36年）4月1日 - 通信官署官制の施行に伴い太田郵便局となる。
- 1946年（昭和21年）5月16日 - 特定郵便局から普通郵便局に局種別改定[2]、常陸太田郵便局に改称[3]。
- 1958年（昭和33年）10月1日 - 世矢簡易郵便局の廃止に伴い、取扱事務を承継[4]。
- 1968年（昭和43年）9月1日 - 幡簡易郵便局の廃止に伴い、取扱事務を承継。
- 1969年（昭和44年）2月 - 局舎新築落成。
- 1992年（平成4年）8月30日 - 常陸太田岡田郵便局の廃止に伴い、取扱事務を承継。
- 2000年（平成12年）8月14日 - 外国通貨の両替および旅行小切手の売買に関する業務取扱を開始。
- 2007年（平成19年）10月1日 - 民営化に伴い、併設された郵便事業常陸太田支店に一部業務を移管。
- 2012年（平成24年）10月1日 - 日本郵便株式会社発足に伴い、郵便事業常陸太田支店を常陸太田郵便局に統合。

## 取扱内容
- 郵便、印紙、ゆうパック、内容証明
- 貯金、為替、振替、振込、国際送金、国債、投資信託
- 生命保険、バイク自賠責保険、自動車保険
- ゆうちょ銀行ATM
- 常陸太田市内の一部地域の集配業務
- ゆうゆう窓口

## 周辺
- 茨城県立太田第二高等学校
- 常陸太田市郷土資料館

## アクセス
- JR水郡線 常陸太田駅から徒歩約16分
- 茨城交通バス、日立電鉄バス 内堀町停留所もしくは西一町停留所下車
- 常磐自動車道 日立南太田ICから北西へ約8km
- 国道293号沿い
- 駐車場あり：12台